# Gương ma thuật Trung Hoa

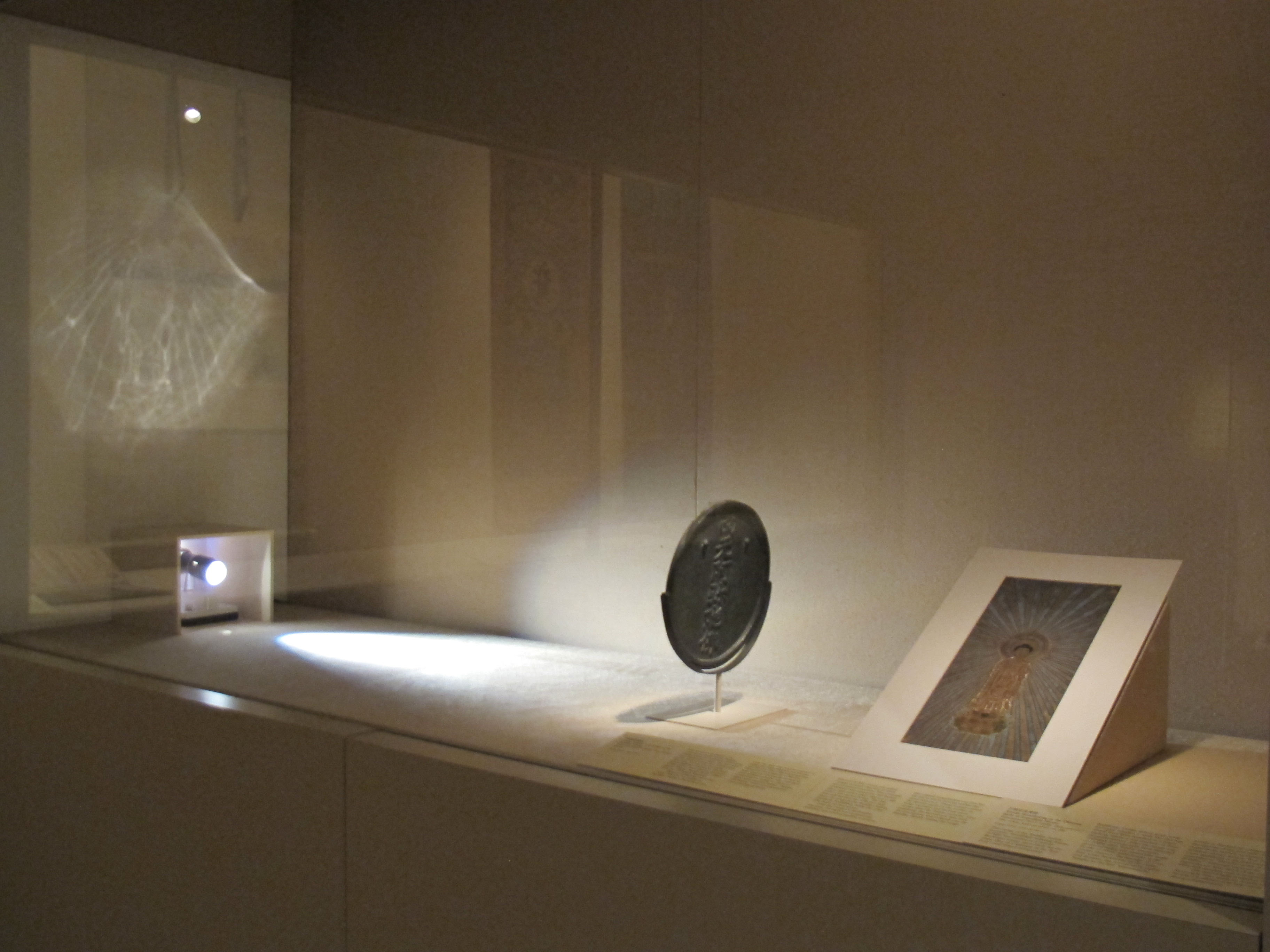

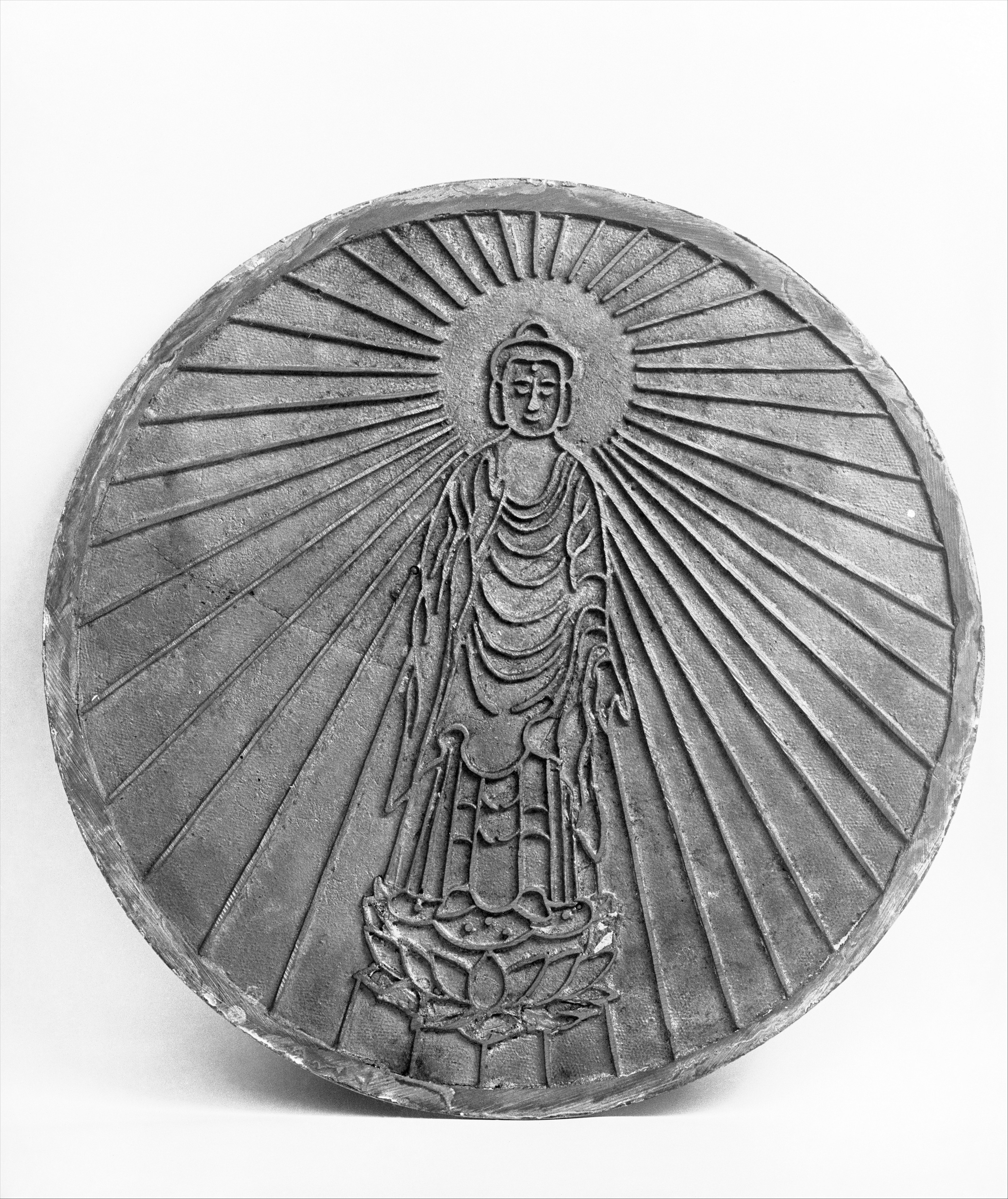

Gương ma thuật Trung Hoa là một nghệ thuật cổ xưa có thể bắt nguồn từ thời nhà Hán ở Trung Quốc (206 TCN - 24 CN). Những chiếc gương được làm từ đồng điếu nguyên khối. Mặt trước được đánh sáng bóng và có thể được sử dụng như một tấm gương, trong khi mặt sau có thiết kế đúc bằng đồng. Khi ánh sáng mặt trời hoặc ánh sáng rực rỡ khác phản chiếu lên gương, gương dường như trở nên trong suốt. Nếu ánh sáng đó được phản chiếu từ gương về phía tường, thì hoa văn ở mặt sau của gương sẽ được chiếu lên tường.
Vào khoảng năm 800 sau Công nguyên, dưới triều đại nhà Đường (618 - 907), một cuốn sách có tên Record of Ancient Mirrors đã mô tả phương pháp chế tác gương đồng rắn với đồ trang trí, chữ viết hoặc hoa văn ở mặt sau có thể tạo ra những hình ảnh phản chiếu trên một bề mặt gần đó như ánh sáng chiếu vào mặt trước, mặt gương được đánh bóng; do hiệu ứng dường như trong suốt này, chúng được người Trung Quốc gọi là "gương xuyên thấu ánh sáng". Cuốn sách kỷ nguyên thời Đường này đã bị mất qua nhiều thế kỷ, nhưng gương ma thuật đã được mô tả trong Dream Pool Essays bởi Shen Kuo (1031-1095), người sở hữu ba chiếc gương như là một bảo vật gia truyền. Lúng túng vì làm thế nào kim loại rắn có thể trong suốt, Shen đoán rằng một loại kỹ thuật tôi luyện nào đó đã được sử dụng để tạo ra các nếp nhăn nhỏ trên mặt gương rất nhỏ để có thể quan sát được bằng mắt. Mặc dù lời giải thích của ông về tốc độ làm mát khác nhau là không chính xác, ông đã đúng khi cho rằng bề mặt gương chứa các biến thể rất nhỏ mà mắt thường không thể phát hiện ra; William Bragg đã phát hiện những chiếc gương này cũng không có độ trong suốt vào năm 1932 (các nhà khoa học phương Tây sai lầm về điều này sau cả một thế kỷ).
Robert Temple mô tả công trình của họ: "Hình dạng gương cơ bản, với thiết kế ở mặt sau, được đúc phẳng, và độ lồi của bề mặt được tạo ra sau đó bằng cách cạo và trầy xước phức tạp. Bề mặt sau đó được đánh để trở nên sáng bóng. Các ứng suất được thiết lập bởi các quá trình này làm cho các phần mỏng hơn của bề mặt phình ra bên ngoài và trở nên lồi hơn so với các phần dày hơn. Cuối cùng, một hỗn hợp thủy ngân được đặt trên bề mặt; điều này tạo thêm căng thẳng và thêm độ oằn. Kết quả là sự không hoàn hảo của bề mặt gương phù hợp với các hoa văn ở mặt sau, mặc dù chúng quá nhỏ để có thể nhìn thấy bằng mắt. Nhưng khi chiếc gương phản chiếu ánh sáng mặt trời chói lọi vào tường, với độ phóng đại toàn bộ hình ảnh, hiệu ứng tái tạo các hoa văn như thể chúng đi qua tấm đồng rắn bằng chùm tia sáng."
Michael Berry đã viết một bài báo mô tả quang học và đưa ra một số hình ảnh.